# Vinay (Isère)
 Vinay  es una población y comuna francesa, en la región de Ródano-Alpes, departamento de Isère, en el distrito de Grenoble y cantón de Vinay.

## Demografía
| 2721 | 2925 | 3198 | 3376 | 3410 | 3525 |
| Para los censos de 1962 a 1999 la población legal corresponde a la población sin duplicidades (Fuente: INSEE [Consultar]) |      |      |      |      |      |